# Mirakururun Grand Purin! / Pi~hyara Kōta
Singles par Mini Hams
Mini Hams no Kekkon Song
(2002)
Singles par Mini Moni
Crazy About You
(2003) Lucky Cha Cha Cha!
(2004)
Singles par Natsumi Abe
22 Sai no Watashi
(2003) Datte Ikitekanakucha
(2004)
 Mirakururun Grand Purin! / Pi~hyara Kōta  (ミラクルルン グランプリン! / ピ〜ヒャラ小唄) est un single "double face A", dont le premier titre est attribué à Mini Hams (uta : Mini Moni) (ミニハムず (歌:ミニモニ。), ou Minihams, Minihamus, Minihamuzua), et le deuxième à Purin Chan (uta : Abe Natsumi) (プリンちゃん (歌:安倍なつみ)).

## Présentation
Le single sort le 19 novembre 2003 au Japon sous le label Zetima, un mois seulement après le précédent single de Mini Moni, Crazy About You, et un an après son précédent single en tant que Mini Hams, Mini Hams no Kekkon Song. Il est écrit et produit par Tsunku. Il atteint la 22e place du classement de l'Oricon. Il se vend à 8 070 exemplaires la première semaine, et reste classé pendant huit semaines, pour un total de 16 410 exemplaires vendus durant cette période. Il sort aussi un mois plus tard au format "Single V" (DVD), contenant les clips vidéo des deux chansons.
C'est un disque collaboratif, souvent considéré comme le 11e single du groupe Mini Moni, sous-groupe de Morning Musume, pour la troisième fois sous son identité alternative de Mini Hams en référence à la série anime Hamtaro, qui n'interprète que la première chanson du disque, Mirakururun Grand Purin! (jeux de mots entre "miracle" et "runrun" signifiant "tralala" d'une part, et entre "Grand Prix" et "purin" signifiant "pudding" et nom d'un personnage de la série). La deuxième chanson, Pi~hyara Kōta, est interprétée par Natsumi Abe, également membre de Morning Musume, sous l'identité de Purin Chan toujours en référence à la série.
C'est le premier single de Mini Hams avec Ai Takahashi, remplaçante de Mari Yaguchi. Il restera le dernier single de Mini Moni en tant que Mini Hams, le groupe se séparant l'année suivante.
Les deux chansons sont accompagnées de leurs versions instrumentales. Elles ont été utilisées comme thèmes musicaux pour le troisième film tiré de la série anime Hamtaro, Ham Ham Grand Prix Aurora Tani no Kiseki - Ribon-chan Kikiippatsu!, dans lequel Mini Moni et Abe apparaissent en version anime caricaturés en hamsters sous les noms Mini Hams et Purin Chan ; ils sont représentés sous cette forme sur la pochette du disque, avec les nom et surnoms utilisés dans le film. La chanson de Mini Moni figurera sur son album Mini Moni Songs 2 et celle de Abe sur son album Hitori Bocchi qui sortent tous deux trois mois plus tard.

## Participantes
- Mini Moni (Mini Hams) : Mika Todd (Merica Chan), Nozomi Tsuji (Nonno Chan), Ai Kago (Ai~n Chan), Ai Takahashi (?)
- Natsumi Abe (Purin chan)

## Liste des titres
Toutes les chansons sont écrites et composées par Tsunku.
| 1. | Mirakururun Grand Purin! (ミラクルルン グランプリン!)                 | Yuichi Takahashi | 3:02 |
| 2. | Pi~hyara Kōta (ピ～ヒャラ小唄)                                        | Takao Konishi    | 4:19 |
| 3. | Mirakururun Grand Purin! (Original Karaoke) (...オリジナル・カラオケ) | Yuichi Takahashi | 3:01 |
| 4. | Pi~hyara Kōta (Original Karaoke) (...オリジナル・カラオケ)            | Takao Konishi    | 4:46 |

| 1. | Mirakururun Grand Purin! (ミラクルルン グランプリン!) |  |
| 2. | Pi~hyara Kōta (ピ～ヒャラ小唄)                        |  |